# Trou au Natron
Le Trou au Natron, ou Doôn Oreï, est un gigantesque cratère d’explosion, de forme ovale et large de 6 à 8 kilomètres, limité par des parois sub-verticales de 700 à 1 000 mètres de dénivelé (de 2 300 mètres au sud-ouest et 2 600 mètres au nord-est à 1 520 mètres mètres au fond.
Cette caldeira est située au pied du pic Toussidé (3 296 mètres d'altitude) au sein du Tarso Toussidé, à l’extrémité nord-ouest du massif du Tibesti,. Pour les étrangers, son nom lui vient du natron, un dépôt de carbonate de soude ou trona qui en tapisse une partie du fond. Comme ailleurs au Sahara et au Sahel, le natron est exploité, ici modestement, par les Toubous comme complément alimentaire pour leurs animaux. Son volume est d’environ 30 km3. Elle s’est formée à au moins en trois reprises comme l’attestent des lobes dans sa forme et la présence de différents dépôts lacustres et volcaniques voici environ 0,43±0,11 Ma (datation par 39Ar-40Ar),. Le fond de la plus ancienne caldeira se situe à 1 800 mètres d’altitude. Un lobe bien net au nord-ouest atteste d’une seconde explosion avant la dernière, la plus importante, qui a donné le cratère actuel.
Quatre petits volcans sont situés au fond de la caldeira, trois sont basaltiques, dont le Moussosomi qui est un cône parfait haut de 75 mètres, celui situé au sud-ouest est doréitique et est constitué d’une roche comparable à celle du Toussidé. Avec celui situé sur le rebord oriental du plateau, dont la coulée tombe en cascade jusqu’au fond du Doôn Oreï, ces volcans sont postérieurs à la dernière explosion.
Dans le voisinage immédiat du Doon Oreï se trouvent deux autres caldeiras. Au nord, la grande caldeira du Yirrigué, dont les laves du Toussidé occupe les trois-quarts, est la plus ancienne puisque le Doôn Oreï la recoupe,. Elle résulte de l’affaissement du sommet d’un ancien grand volcan rhyolitique qui a fourni la majorité des coulées de la région. À 3 kilomètres à son nord-est, une petite caldeira, le Doôn Kinimi (« le Petit Doôn ») est le cratère d’explosion le plus récent,. Son cratère circulaire d’un diamètre de 1 500 mètres et d’une profondeur de 300 mètres représente un volume d’environ un demi-kilomètre cube. Ses parois encore plus verticales que celles du Doon Oreï ne laissent à l’ouest qu’une étroite brèche permettant une difficile descente pour en atteindre le fond. Des expéditions mal informées mais bien équipées y sont parvenues.
Le natron recouvre le fond de la caldeira notamment dans sa partie sud-est sur environ un mètre d’épaisseur et il est renouvelé par plusieurs sources d’eau chaude, pétillante et natronée. Ces sources et ces formations salines sont les témoignages de l’activité volcanique. En effet, la chaleur volcanique et les fissures dans les roches font remonter le gaz des profondeurs de la croûte terrestre. L'eau s'évapore à la surface du cratère où le natron cristallise formant au fil du temps une épaisse couche de sel témoignant d’une activité volcanique toujours présente.
Par ailleurs le Doôn Oreï représente un bassin fermé qui peut être considéré comme un paléo-pluviomètre dans lequel les dépôts lacustres se rencontrent aujourd’hui à toutes les altitudes, du fond au sommet. Ils témoignent de différents niveaux du lac et attestent que la caldeira la plus récente a été remplie à un moment donné par un lac d’au moins 500 mètres de profondeur. Le réchauffement post-glaciaire a conduit à l’augmentation des précipitations qui, cumulées à la fonte de la neige, a contribué à remplir le Trou au Natron d'eau douce jusqu'à plus de 300 m à la fin du Pléistocène.
Le Tibesti compte un autre « trou au natron », l'Era Kohor, une petite caldeira dans la double caldeira de l'Emi Koussi.

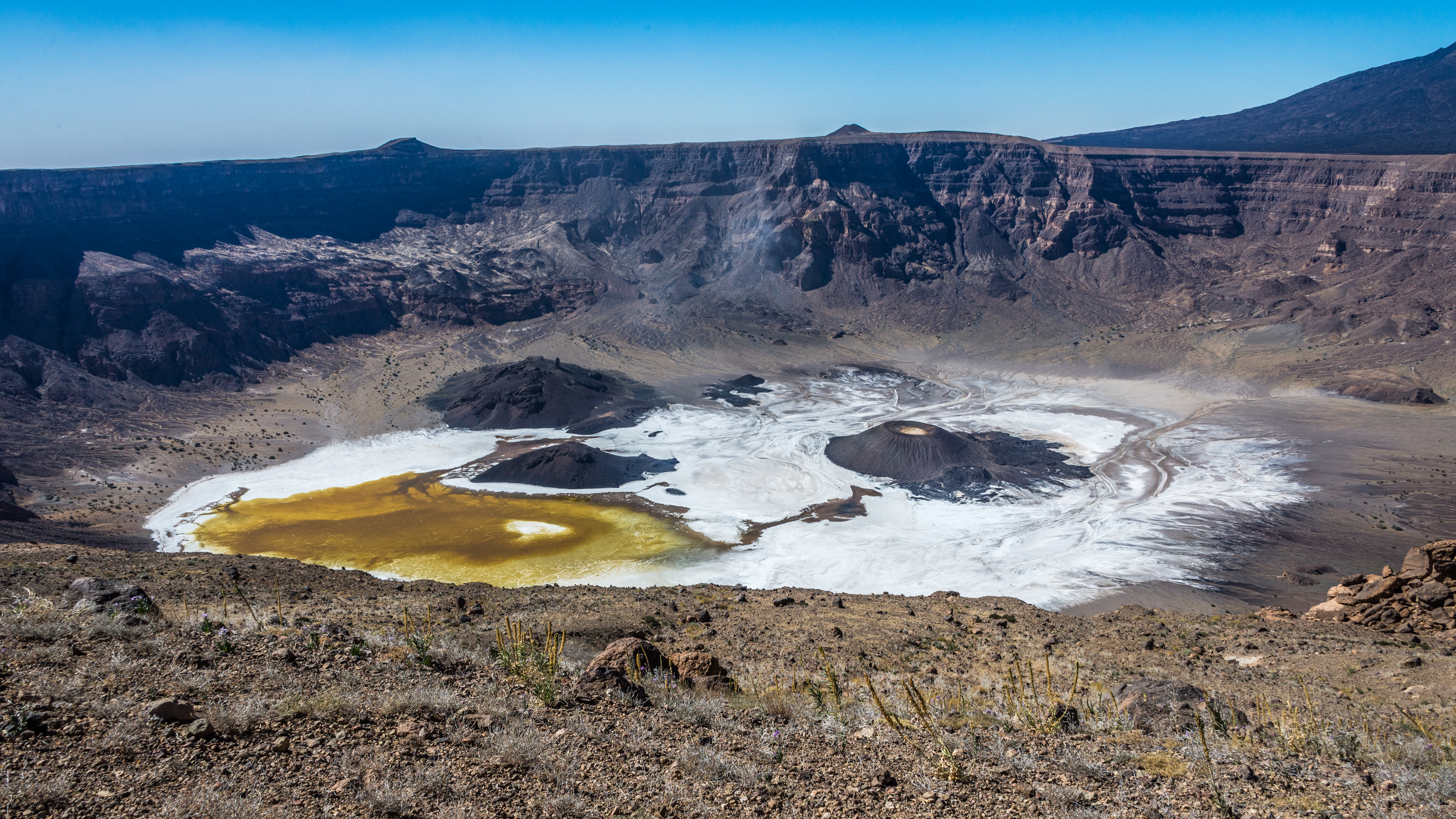
Trou au Natron.
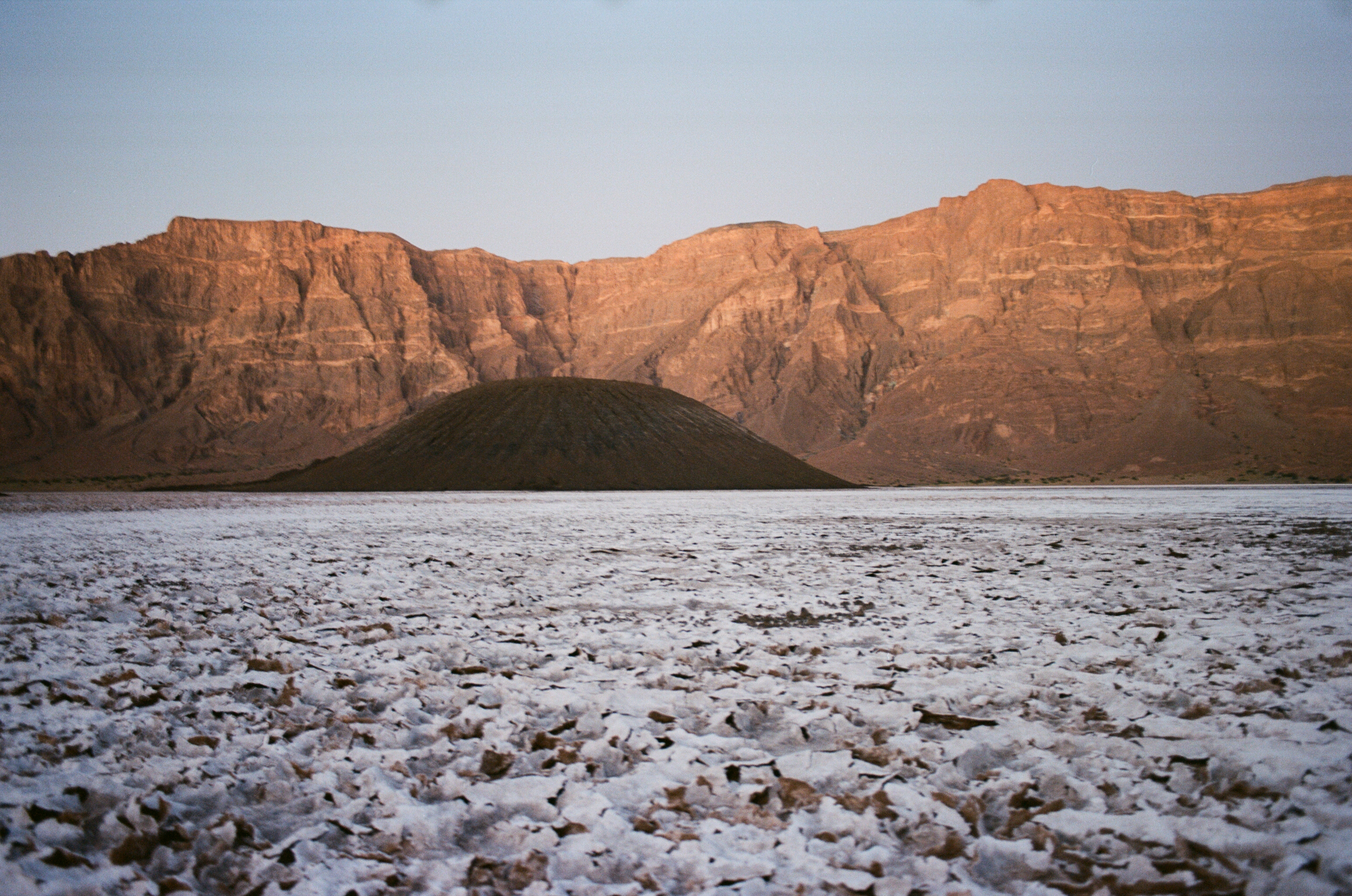
Dépôt de natron, Trou au Natron, Tibesti, Tchad.
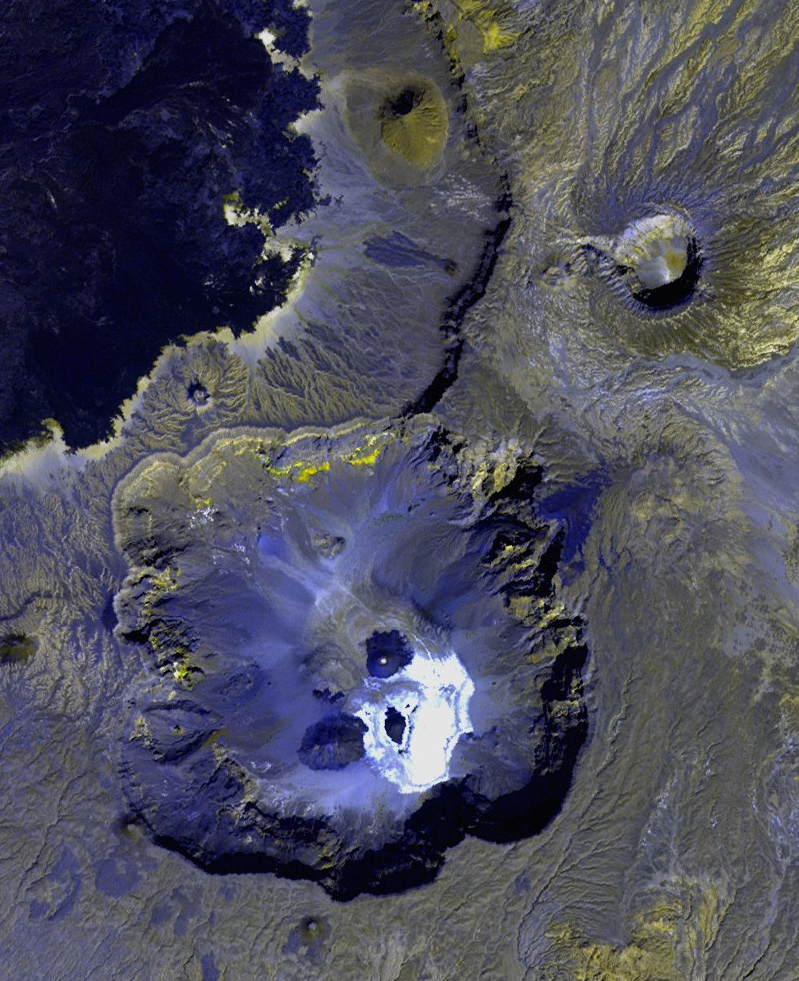
Image satellite en fausses couleurs du Trou au Natron avec les laves du pic Toussidé (en noir).